# شبكة سياسة الطاقة المتجددة للقرن الحادي والعشرين

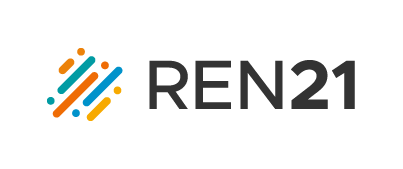
شعار شبكة سياسة الطاقة المتجددة للقرن الحادي والعشرين

شبكة سياسة الطاقة المتجددة للقرن الحادي والعشرين، التي تُعرف اختصاراً (REN21) هي منظمة تقدّم الأبحاث والاستشارات ومجموعة حوكمة متعددة أصحاب المصلحة تركز على سياسة الطاقة المتجددة.
هدف الشبكة هو تسهيل تطوير السياسات وتبادل المعرفة، والعمل المشترك نحو انتقال عالمي سريع إلى الطاقة المتجددة، كما تجمع الشبكة الحكومات والمنظمات غير الحكومية والمؤسسات البحثية والأكاديمية والمنظمات الدولية والصناعة للتعلم من بعضهم بعضاً وتعزيز اعتماد الطاقة المتجددة.
وللمساعدة في صنع القرار السياسي، توفر الشبكة المعرفة حول ما يحدث في قطاع الطاقة المتجددة وكيف ستؤثر أحدث الاتجاهات على التطورات المستقبلية. كما تسهل الشبكة جمع المعلومات حول الطاقة المتجددة، وتقوم بذلك من خلال ستة منتجات: تقرير الحالة العالمية لمصادر الطاقة المتجددة (GSR)، وتقارير الحالة الإقليمية، تقارير العقود الآجلة العالمية (GFR)، التقارير المواضيعية، أكاديمية الطاقة المتجددة لشبكة سياسة الطاقة المتجددة للقرن الحادي والعشرين، والمركز الدولي سلسلة مؤتمر الطاقة المتجددة (IREC).
يقع مقر أمانة الشبكة في الأمم المتحدة للبيئة في باريس، فرنسا، وهي منظمة غير ربحية مسجلة بموجب القانون الألماني، وتضم أكثر من 80 منظمة عضوًا اعتبارًا من عام 2021.

## نظرة تاريخية
انطلقت شبكة سياسة الطاقة المتجددة للقرن الحادي والعشرين في يونيو 2004 كنتيجة للمؤتمر الدولي للطاقات المتجددة في بون، ألمانيا. كان بول هوغو سودنج أول سكرتير تنفيذي عند تشكيل الشبكة في عام 2006. وخلفه فيرجينيا سونتاغ أوبراين (2008-2011)، وكريستين لينز (2011-2018)، ورنا أديب (2018 - حتى الوقت الحاضر). 

## المنشورات

### تقرير الحالة العالمية لمصادر الطاقة المتجددة (GSR)

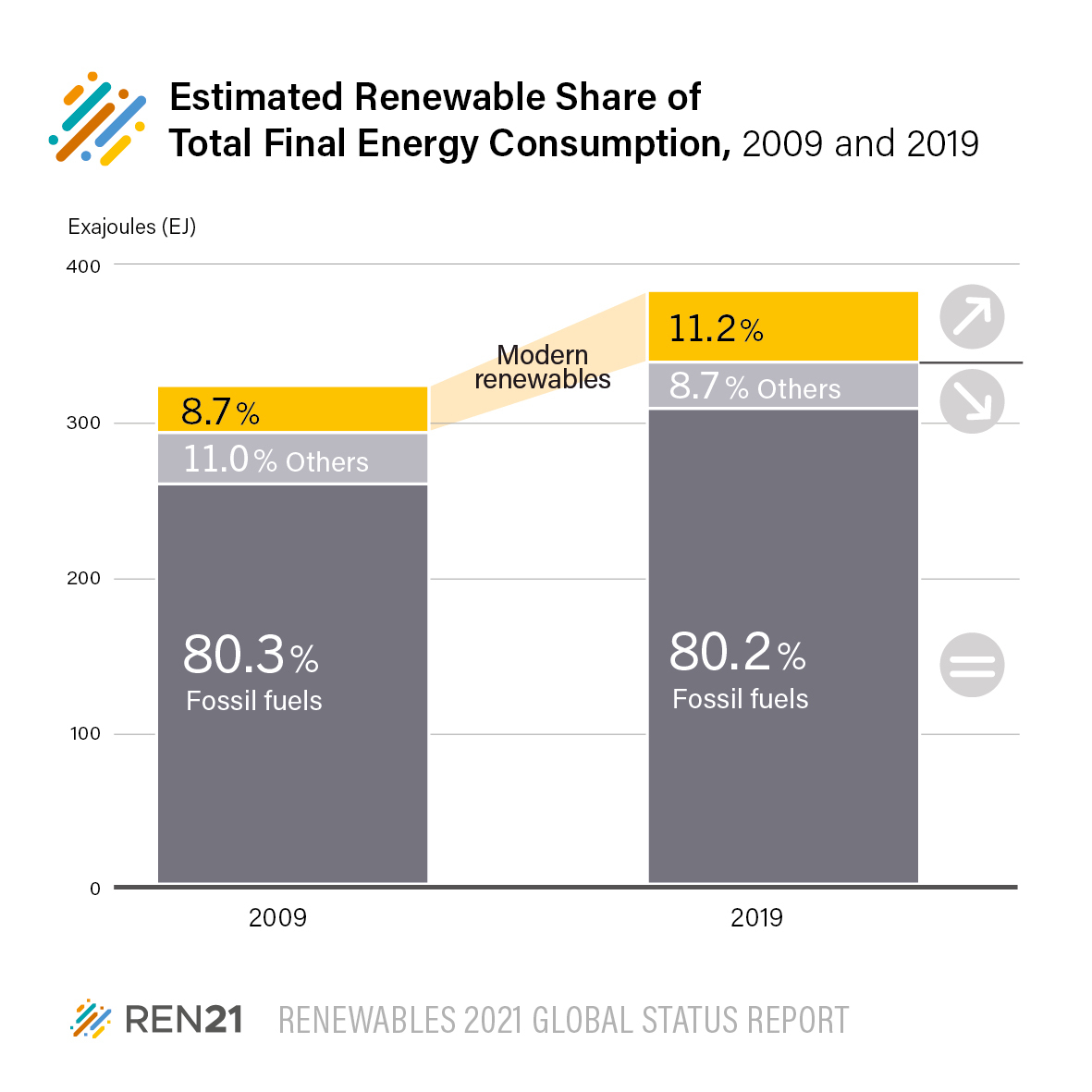
بينما زادت حصة الطاقة المتجددة في العقد الماضي، ظلت حصة الوقود الأحفوري كما هي تقريبًا (80.3٪ في عام 2009 مقابل 80.2٪ في عام 2019). علاوة على ذلك، زادت كمية الطاقة التي يستهلكها العالم.

تقرير الحالة العالمية لمصادر الطاقة المتجددة (GSR) هو التقرير الأكثر تكرارًا حول موضوع سوق الطاقة المتجددة والصناعة واتجاهات السياسة. يُفصّل هذا التقرير السنوي، الذي أصدر منذ عام 2005، الوضع الحالي لنشر التقنيات المتجددة على مستوى العالم، ويغطي قطاع الطاقة (الطاقة والتدفئة والتبريد والنقل)، ويقدّم تقارير عن تطوير السياسات وصناعة الطاقة والاستثمار والأسواق. يستند التقرير إلى البيانات والمعلومات التي ساهمت أعضاء الشبكة التي تضم أكثر من 900 خبير وباحث من جميع أنحاء العالم ويخضع لعملية مراجعة مفتوحة من قبل الأقران. كما يوضح التقرير أنه في حين أن التحول في قطاع الطاقة باستخدام مصادر الطاقة المتجددة آخذ في الازدياد، إلا أن هناك حاجة لاتخاذ إجراءات عاجلة في مجال التدفئة والتبريد والنقل.

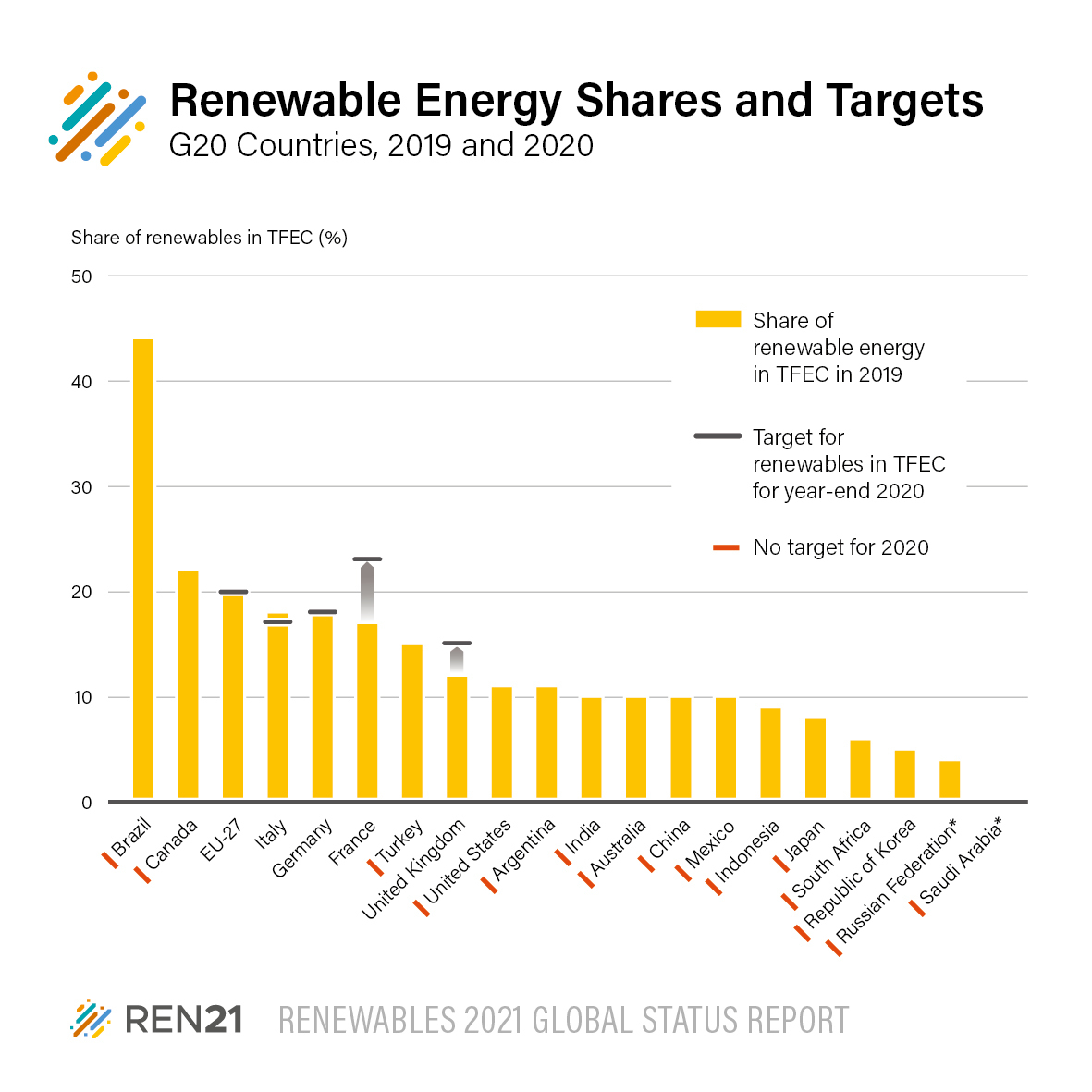
من بين كل مجموعة العشرين، 5 فقط حددت أهدافًا لحصة الطاقة المتجددة، ومن بين هؤلاء 3 فقط كانوا على المسار الصحيح للوصول إلى تلك الأهداف (الاتحاد الأوروبي -27، إيطاليا، ألمانيا)

وجد تقرير الحالة العالمية لمصادر الطاقة المتجددة لعام 2021 أن حصة الوقود الأحفوري لم تتغير في العقد الماضي، حيث شكل الوقود الأحفوري 80.3٪ من إجمالي استخدام الطاقة النهائي في عام 2009 مقابل 80.2٪ في عام 2019. علاوة على ذلك، أبرز التقرير أن خمس دول فقط من مجموعة العشرين قد حددت أهدافًا لحصة الطاقة المتجددة، مع وجود ثلاث دول فقط على الطريق الصحيح للوصول إلى أهدافها (الاتحاد الأوروبي -27، ألمانيا، إيطاليا). إلى جانب هذه النتائج، دعت المنظمة إلى أن تكون الطاقة المتجددة مؤشر أداء رئيسي (KPI) في جميع الأنشطة الاقتصادية.
يُستكمل تقرير الحالة العالمية لمصادر الطاقة المتجددة بتقرير وجهات النظر الذي يعرض الاتجاهات والتطورات الشاملة. ويحدد ما يحدث لدفع التحول إلى الطاقة المتجددة ويفصل بجواب لماذا لا يحدث بالسرعة الكافية أو بأسرع ما يمكن. تعتمد هذه الوثيقة بشكل كبير على البيانات الموجودة في تقرير الحالة العالمية لمصادر الطاقة المتجددة، ومتوفرة بعدة لغات.

### التقارير الإقليمية
تركز سلسلة تقرير الحالة الإقليمية على التقدّم المحرز في نشر الطاقة المتجددة في مناطق محددة، وتشجع سلسلة التقارير هذه وتدعم جمع البيانات الإقليمية وكذلك اتخاذ القرارات المستنيرة. أُصدرت تقارير الحالة الإقليمية منذ عام 2009 وتشمل: الصين (2009)، والهند (2010)، والشرق الأوسط وشمال أفريقيا (2009)، والمجموعة الاقتصادية لدول غرب إفريقيا (2014)، ومجموعة التنمية لإفريقيا الجنوبية (2015، 2018)، ولجنة الأمم المتحدة الاقتصادية لأوروبا (2015، 2017)، ومجموعة شرق إفريقيا (2016).

### تسليط الضوء على المواضيع
في سلسلة تقاريرها المسماة Thematic Spotlight تبحث الشبكة في موضوعات معينة بعمق. تتضمن التقارير السابقة منشورًا عن سياسات الشبكات المصغرة، ولمحة عامة لمدة عشر سنوات عن تطورات الطاقة المتجددة، والمناقصات وسلطة المجتمع في أمريكا اللاتينية ومنطقة البحر الكاريبي، ولمحة عامة عن سياسات الطاقة المتجددة في فترة انتقالية (أنتجت مع الوكالة الدولية للطاقة والوكالة الدولية للطاقة المتجددة)، بالإضافة إلى منشور عن إزالة الكربون عن النقل في مجموعة العشرين.

### تقرير العقود المستقبلية العالمي (GFR)
تقدّم سلسلة تقرير المستقبل العالمي (GFR) آراء الخبراء ووجهات نظرهم حول جدوى وتحديات تحقيق عالم تغذيه الطاقة المتجددة. ويوثق تقرير عام 2017 وجهات النظر العالمية حول جدوى تحقيق مستقبل طاقة متجددة بنسبة 100٪ بحلول منتصف القرن. لا يتضمن هذا التقرير أي تنبؤات؛ بل يهدف إلى تحفيز النقاش حول الفرص والتحديات في المستقبل المتجدد بنسبة 100٪.

### تقرير الحالة العالمية لمصادر الطاقة المتجددة في المدن (REC)
تعمل الشبكة حاليًا على تطوير سلسلة تقرير الحالة العالمية لمصادر الطاقة المتجددة في المدن، والتي ستصف التطورات والاتجاهات الحالية للطاقة المتجددة في المدن. من خلال تقديم أدلة قائمة على الحقائق، وسيكون تقرير المدن أداة لأصحاب المصلحة المختلفين لإبلاغ الأطر التنظيمية، ودعم الالتزامات على مستوى المدينة، وتسهيل تكامل أفضل متعدد المستويات للمساعدة في تشكيل النقاش حول تحول المدن إلى الطاقة المتجددة. صدر التقرير الثاني في عام 2021.

### أكاديمية شبكة سياسة الطاقة المتجددة للقرن الحادي والعشرين
من أجل الجمع بين مجتمع المساهمين، لدى الشبكة أكاديميتها في الطاقة المتجددة. توفر هذه المناسبات بيئة للمساهمة بأفكار جديدة حول القضايا المركزية لتحويل الطاقة المتجددة.
عقدت الشبكة أول أكاديمية للطاقة المتجددة في عام 2014، في بون، ألمانيا، بمشاركة 150 مشاركًا من 40 دولة. وركزت المناقشات على تحديد محركات السياسة اللازمة لدفع عملية انتقال الطاقة العالمية إلى الأمام على مدى أربع جلسات عامة وست جلسات متوازية.
عقدت أكاديمية الطاقة المتجددة الثانية في عام 2018، في برلين، ألمانيا، حيث اجتمع أكثر من 160 عضوًا من 80 دولة لمناقشة كيفية تسريع تحول الطاقة. في ست جلسات عامة وسبع جلسات متوازية و3 ورش عمل، تناول المشاركون بشكل جماعي موضوعات تكميلية مثل أنظمة التدفئة والنقل والطاقة 2.0.

## المؤتمر الدولي للطاقة المتجددة (IREC)
بدأ المؤتمر الدولي للطاقة المتجددة في 2004 في بون، ويعقد هذا المؤتمر كل سنتين، وتستضيفه حكومة وطنية، وتدعو إليه الشبكة.
نُظم المؤتمر الدولي للطاقة المتجددة في البلدان التالية: بكين، الصين (2005)؛ واشنطن، الولايات المتحدة (2008)؛ دلهي، الهند (2010)؛ أبو ظبي، الإمارات العربية المتحدة (2013)؛ جنوب إفريقيا (2015)؛ ومكسيكو سيتي، المكسيك (2017).

## التعاون مع المؤسسات الأخرى
تعمل الشبكة بالتعاون مع منظمات أخرى. تقرير شقيق لأكاديمية شبكة سياسة الطاقة المتجددة للقرن الحادي والعشرين، وهو تقرير الاتجاهات العالمية في تقرير الاستثمار في الطاقة المتجددة (GTR) الذي أصدرته مدرسة فرانكفورت - المركز المتعاون مع برنامج الأمم المتحدة للبيئة لتمويل المناخ والطاقة المستدامة. الأكاديمية أيضًا شريك في إطار التتبع العالمي (GTF)، الذي نظمته مبادرة الأمين العام للأمم المتحدة للطاقة المستدامة للجميع. كما يتعاون الأكاديمية بشكل وثيق مع المنظمات الحكومية الدولية الأخرى مثل الوكالة الدولية للطاقة (IEA) والبنك الدولي والوكالة الدولية للطاقة المتجددة.

## الأعضاء
تضم الشبكة أكثر من 80 عضوًا من الاتحادات الصناعية والمنظمات الدولية والحكومات الوطنية والمنظمات غير الحكومية والعلم والأوساط الأكاديمية.

## أنظر أيضا
- سياسة الطاقة
- الوكالة الدولية للطاقة المتجددة (إيرينا)
- التحالف الدولي للطاقة المتجددة (REN Alliance)
- Reegle - بوابة معلومات للطاقة المتجددة وكفاءة الطاقة
- شراكة الطاقة المتجددة وكفاءة الطاقة (REEEP)
- تسويق الطاقة المتجددة
- تحالف المناخ الأمريكي
- الهدف الإلزامي للطاقة المتجددة